# Oxydia trapezata
Oxydia trapezata là một loài bướm đêm trong họ Geometridae.